# 서유럽 연합

서유럽 연합의 기

서유럽 연합의 회원국
회원국
준회원국
옵저버
준가맹국

서유럽 연합(영어: Western European Union, 프랑스어: Union de l'Europe occidentale)은 1954년부터 2011년까지 존재했던 유럽의 국제 기구이다. 사무국은 브뤼셀에 있었다.
1948년 영국, 프랑스, 벨기에, 네덜란드, 룩셈부르크 5개국이 독일의 유럽 국가 침략 정책의 부활 저지를 목적으로 브뤼셀 조약을 체결, 지역 집단 안보 체제로서 발족되었으며, 1954년 10월 21일 서독, 이탈리아가 추가된 파리 협정이 체결됨으로써 서유럽 연합으로 확대 개편되었다. 성립 목적 또한 회원국 간의 국방 정책·군비의 조정 및 사회·문화·법률 분야의 협력 촉진으로 변경, 유럽의 단결과 통합의 도모를 표방했다.
산하에 총회, 회원국 외무장관으로 구성되는 이사회, 사무국, 군비관리국 등의 기구를 두었으며 유럽 연합(EU) 및 북대서양 조약 기구(NATO)와 긴밀한 협력 관계에 있었다. 1990년에는 스페인과 포르투갈이, 1995년에는 그리스가 가입하면서 회원국은 10개국으로 확대되었다.
서유럽 연합의 집단 방위 정책은 2009년에 발효된 리스본 조약에 넘겨주었다. 2010년 3월 31일을 기해 브뤼셀 조약의 효력이 정지되었고 2011년 6월 30일을 기해 공식적으로 해체되었다.

## 회원국

### 정회원 국가(1954년 수정판 브뤼셀 조약)
- 벨기에
- 프랑스
- 독일
- 그리스 (1995년)
- 이탈리아
- 룩셈부르크
- 네덜란드
- 포르투갈 (1990년)
- 스페인 (1990년)
- 영국

### 옵서버 국가(1992년 로마 선언)
- 오스트리아 (1995년)
- 덴마크
- 핀란드 (1995년)
- 아일랜드
- 스웨덴 (1995년)

### 준회원 국가(1992년 로마 선언)
- 체코 (1999년)
- 헝가리 (1999년)
- 아이슬란드
- 노르웨이
- 폴란드 (1999년)
- 튀르키예 (1992년)

### 협력 파트너 국가(1994년 키르히베르크 선언)
- 불가리아
- 에스토니아
- 라트비아
- 리투아니아
- 루마니아
- 슬로바키아
- 슬로베니아 (1996년)

## 같이 보기
- 집단안전보장
- 군사동맹 목록

|                   |                      |                                      |                              |                            |                                  |                                  |                      |                |                  |
| 1948 브뤼셀 조약  | 1952 파리 조약       | 1958 로마 조약                       | 1967 합병 조약               | 1987 단일 유럽 의정서      | 1993 마스트리흐트 조약 (EU 설립) | 1993 마스트리흐트 조약 (EU 설립) | 1999 암스테르담 조약 | 2003 니스 조약 | 2009 리스본 조약 |
|                   |                      |                                      | 유럽 원자력 공동체 (EURATOM) |                            |                                  |                                  |                      |                |                  |
|                   |                      | 유럽 석탄 철강 공동체 (ECSC)         | 유럽 석탄 철강 공동체 (ECSC) |                            |                                  |                                  |                      | 유럽 연합 (EU) |                  |
|                   |                      | 유럽 경제 공동체 (EEC)               | 유럽 경제 공동체 (EEC)       | → 세 개 의 기 둥 →         |                                  | 유럽 공동체 (EC)                 | 유럽 공동체 (EC)     | 유럽 연합 (EU) |                  |
|                   | ↑유럽의 공동체↑      | ↑유럽의 공동체↑                      | 사법과 국내 문제 (JHA)       | → 세 개 의 기 둥 →         |                                  | 유럽 공동체 (EC)                 | 유럽 공동체 (EC)     | 유럽 연합 (EU) |                  |
|                   |                      | 경찰 및 사법 협력에 관한 규정 (PJCC) | 사법과 국내 문제 (JHA)       | → 세 개 의 기 둥 →         |                                  |                                  |                      | 유럽 연합 (EU) |                  |
|                   | 유럽 정치 협력 (EPC) | 공동 외교 안보 정책 (CFSP)           | 공동 외교 안보 정책 (CFSP)   | 공동 외교 안보 정책 (CFSP) |                                  |                                  |                      | 유럽 연합 (EU) |                  |
|                   | 유럽 정치 협력 (EPC) |                                      |                              | → 세 개 의 기 둥 →         |                                  |                                  |                      | 유럽 연합 (EU) |                  |
| 서유럽 연합 (WEU) |                      |                                      |                              |                            |                                  |                                  |                      | 유럽 연합 (EU) |                  |
|                   |                      |                                      |                              |                            |                                  |                                  |                      |                |                  |